# Aviatyrannis jurassica
Aviatyrannis jurassica ("Abuela tirana del Jurásico") es la única especie conocida del género extinto Aviatyrannis de dinosaurio terópodo tiranosauroideo que vivió a finales del período Jurásico, hace aproximadamente 152 millones de años, en el Kimmeridgiense, en lo que es hoy Europa. El aviatiranis era pequeño, solo llegaba a los 90 centímetros de largo y 30 de alto, por ejemplo el holotipo, un  ilion (IPFUB Gui Th 1), solo medía 90 milímetros.

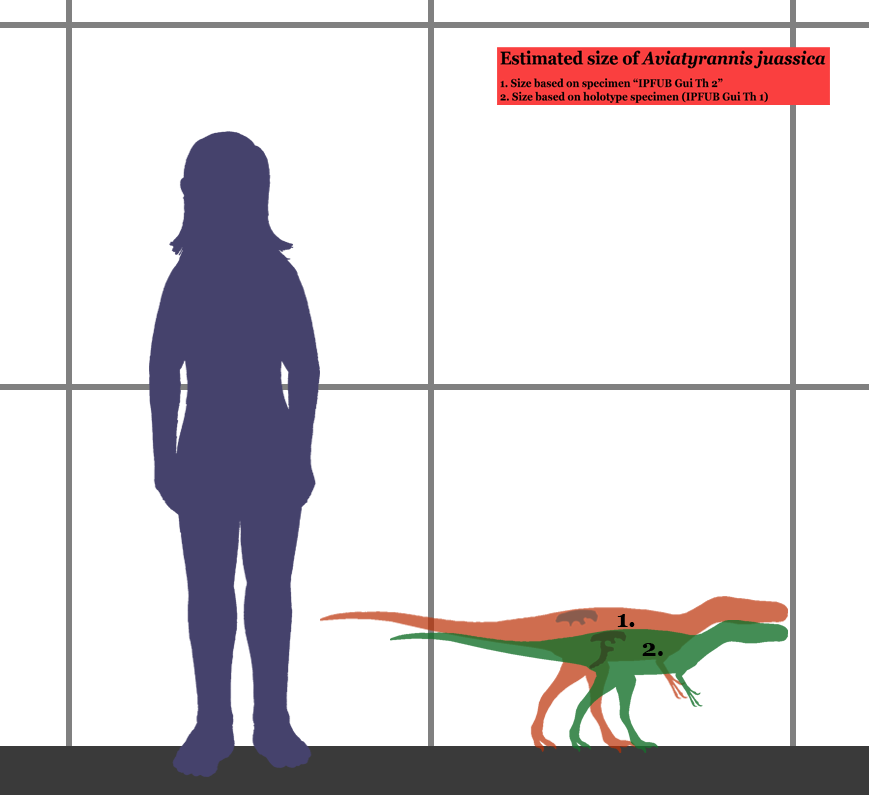
Tamaño aproximado de Aviatyrannis.

En 2000 Oliver Walter Mischa Rauhut reportó el hallazgo de material perteneciente a un tiranosauroideo en el lignito de la mina de carbón de Guimarota cerca de Leiría, al que refirió a Stokesosaurus. El estudio posterior de la especificidad de los materiales justificó un género separado, y Rauhut en 2003 nombró y describió la especie tipo como Aviatyrannis jurassica. El nombre de la especie fue dado por Rauhut con pretendido significado de "la abuela de tirano del Jurásico". El nombre genérico se deriva del latín Avia , "abuela", y tyrannus, "tirano", en la presunción de tyrannis sería su genitivo. El nombre específico significa "jurásico".
El holotipo, IPFUB Gui Th 1, se encontró en una capa de la Formación Alcobaça data de principios del Kimeridgiano, de cerca de 155 millones de años. Se compone de un hueso ilíaco derecho. Rauhut en 2003 se refirió a otros dos huesos a Aviatyrannis, IPFUB Gui Th 2, un hueso ilíaco derecho parcial, y IPFUB Gui Th 3, un isquion derecho . Los elementos mencionados representan a ejemplares un poco más grandes. Además se hace referencia dieciséis dientes aislados, IPFUB GUI D 89-91, tres dientes de la premaxila y IPFUB GUI D 174-186, trece dientes del maxilar y dentario. Estos tenían en 1998 han descrito por Jens Zinke . Rauhut tiene también la hipótesis de que una serie de muestras que se refieren a Stokesosaurus en realidad podría pertenecer a Aviatyrannis.
Al igual que otros tiranosauroides primitivoss, Aviatyrannis era más bien un pequeño depredador bípedo. El holotipo espécimen IPFUB Gui Th 1, por ejemplo, es un ilion solo noventa milímetros de largo. Puede haber pertenecido a un menor de edad. En 2010, Gregory S. Paul estima su longitud a un metro, su peso en cinco kilogramos. El ilion es alargado y bajo con la típica cresta vertical tiranosauroide en la superficie exterior de la rama por encima de la articulación de la cadera. Los dientes del premaxilar tienen una sección transversal en forma de D. Los dientes maxilares y dentarios son alargados, solamente recurvados cerca de la parte superior, con dentículos perpendiculares en ambos bordes. Sus bases son circulares en sección transversal; la parte superior de la corona del diente es más aplanada.
Aviatyrannis fue en 2003 por Rauhut coloca en Tyrannosauroidea , en una posición basal. Aviatyrannis es uno de los tiranosauroideos más antiguos que se han encontrado, siendo solo más antiguos Proceratosaurus, Guanlong y posiblemente, Iliosuchus.